# ミュージアム都留
ミュージアム都留（ミュージアムつる）は、山梨県都留市の歴史文化分野についての展示を行う博物館である。同博物館は、都留市の歴史と文化遺産を後世に継承することを目的として、平成11年（1999年）に開館し平成27年（2015年）に都留市谷村町出身の画家増田誠の作品を展示する増田誠美術館と統合された。

## 常設展示
常設展には、都留市の歴史を紹介する映像「城下町都留探訪」や、電子紙芝居「芭蕉劇場」がある。また、小さいテレビでは、都留市で盛んであった絹織物の紹介をしている。

## 増田誠美術館
増田誠美術館は、都留市出身である増田誠の絵画を常設展示する美術館である。
増田誠美術館は当初、増田の故郷である都留市中央に1991年（平成3年）に開館した 。
その後2015年（平成27年）に都留市上谷のミュージアム都留に移転、統合された。移転統合後も増田の絵画の常設展示がなされている。
増田はパリのさりげない日常生活や場所、飾り気のない人物を愛した。特に水の描写を得意とし「水の増田」の異名を持つ。また、油彩画だけでなく、石版画・銅版画・特殊版画などでも才能を発揮した。

## アクセス
- 〈電車を利用の場合〉

富士山麓電気鉄道富士急行線谷村町駅下車すぐ
- 〈車を利用の場合〉

中央自動車道富士吉田線都留I.Cより5分

## 休館日及び開館時間
- 休館日；毎週月曜日、祝日の翌日、毎月第3火曜日、年末年始（12月29日～1月3日）
- 開館時間；午前9時～午後5時（入館は閉館の30分前まで）
- 入館料	
  - 一般	企画・常設展は300円※特別展は600円
  - 高・大学生	企画・常設展は200円※特別展は400円
  - 小・中学生	企画・常設展は100円※特別展は200円